# Alfred Ildefons Schuster
Alfred Ildefons Schuster OSB, właśc. Alfredo Ludovico Schuster (ur. 18 stycznia 1880 w Rzymie, zm. 30 sierpnia 1954 w Venegono Inferiore) – włoski duchowny rzymskokatolicki, benedyktyn, doktor filozofii, arcybiskup Mediolanu w latach 1929–1954, kardynał prezbiter od 1929, przewodniczący Konferencji Episkopatu Włoch w latach 1952–1953. Błogosławiony Kościoła katolickiego.

## Życiorys
Przyszedł na świat w rodzinie niemieckiego imigranta. Ojciec pochodził z Bawarii i był krawcem. Alfredo był dzieckiem z drugiego małżeństwa. W dzieciństwie służył jako ministrant. W 1898 wstąpił do zakonu benedyktynów. Profesję złożył w listopadzie 1900. Uzyskał doktorat z filozofii w 1903, a następnie doktorat z teologii. Święcenia kapłańskie otrzymał 19 marca 1904 w bazylice laterańskiej z rąk kardynała Pietra Respighiego. Później był między innymi mistrzem nowicjatu i przeorem.
26 czerwca 1929 otrzymał nominację na arcybiskupa Mediolanu. Złożył przysięgę wierności przed królem Wiktorem Emmanuelem III jako pierwszy biskup po podpisaniu konkordatu między państwem włoskim a Watykanem. Sakry udzielił mu papież Pius XI w kaplicy Sykstyńskiej. Parę dni wcześniej otrzymał nominację kardynalską z tytułem prezbitera Santi Silvestro e Martino ai Monti. Popierał inwazję Włoch na Etiopię (wojna włosko-abisyńska), gdyż sądził, że za cenę krwi pomoże to nawrócić ten kraj na wiarę katolicką i pomóc w zaprowadzeniu tam rzymskiej cywilizacji (na terytorium Etiopii już w IV wieku istniało jedno z pierwszych państw chrześcijańskich na świecie i do dzisiaj chrześcijanie stanowią większość). Brał udział w konklawe 1939.
Wielokrotnie cenzurowany za krytykę faszyzmu i reżimu Benito Mussoliniego.
Zmarł w seminarium pod Mediolanem i pochowany został w mediolańskiej katedrze. Uroczystościom pogrzebowym przewodził patriarcha Wenecji Angelo Giuseppe Roncalli (przyszły papież Jan XXIII).

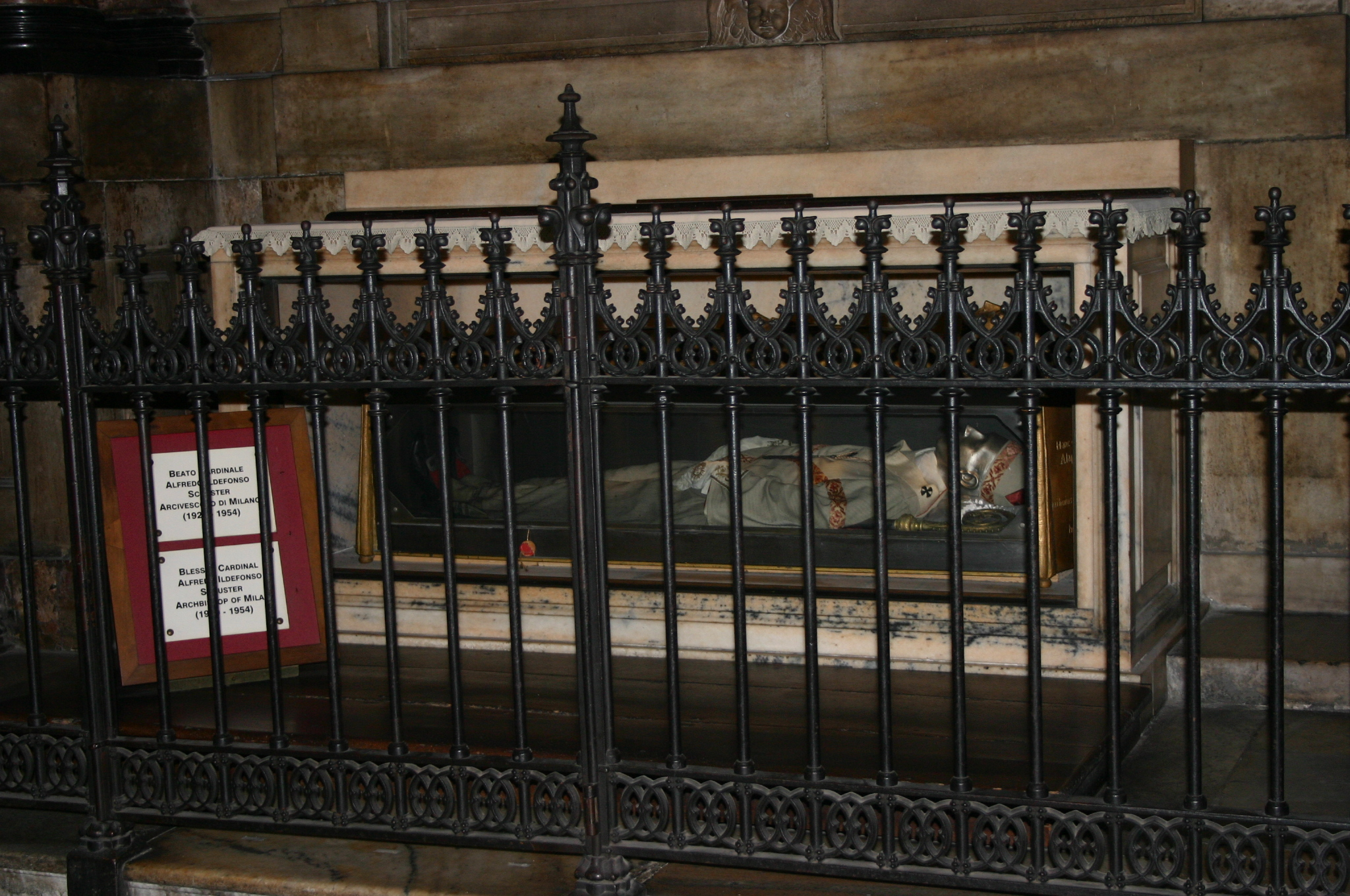
Grób bł. kardynała Alfreda Schustera w katedrze Narodzin św. Marii w Mediolanie

W roku 1957 otwarto jego proces beatyfikacyjny. Aktu beatyfikacji dokonał papież Jan Paweł II 12 maja 1996 roku.

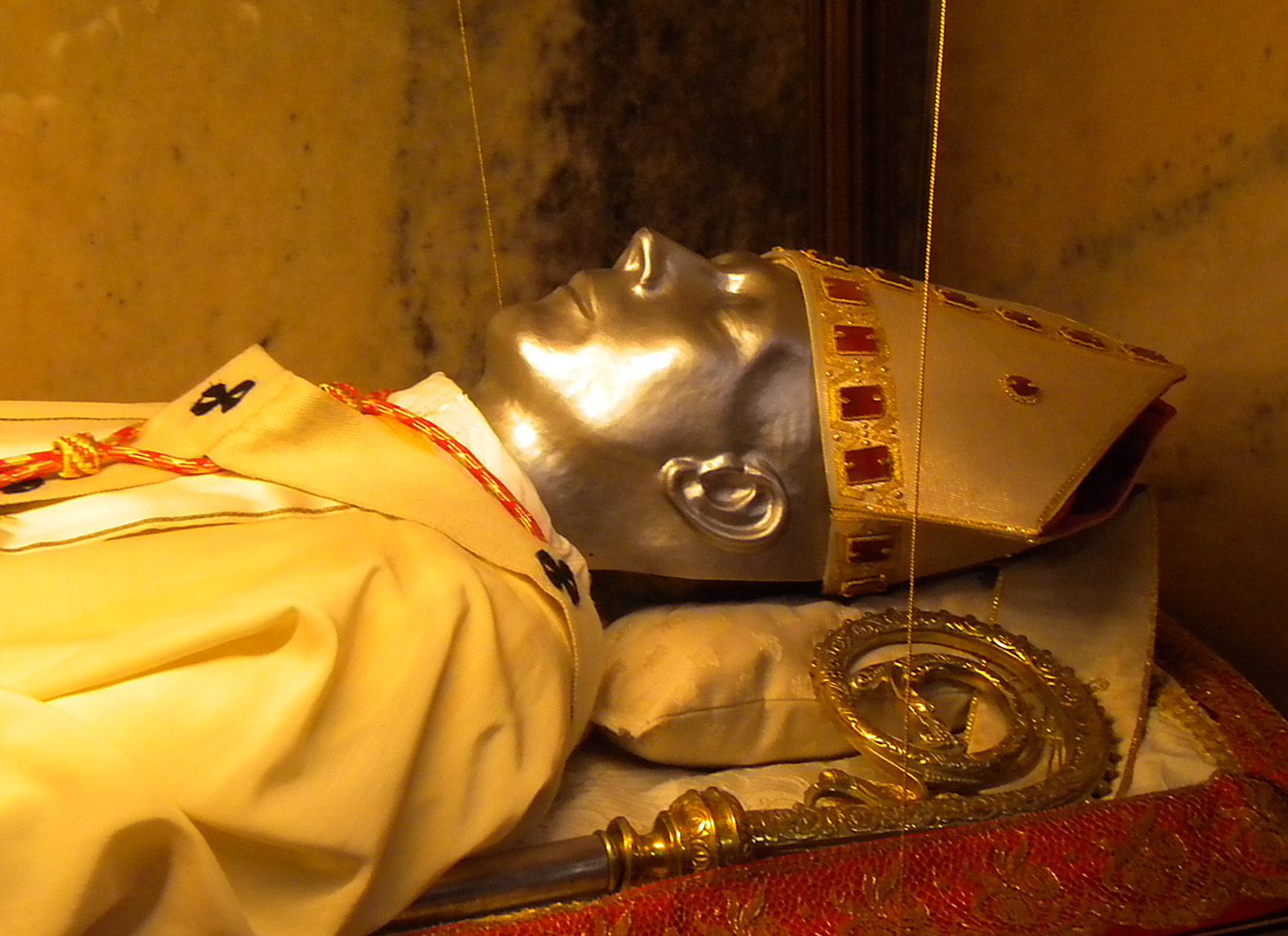
Fragment grobu bł. Alfreda Schustera

Wspomnienie liturgiczne bł. Alfreda Ildefonsa obchodzone jest w dzienną pamiątkę śmierci.